# 五反田
五反田（日语：／ Gotanda）是日本東京品川區的一個地域，以東急池上線、JR山手線、都營淺草線五反田站為中心的地域之通稱。住所表記上，在山手線以東屬「東五反田」、西面則屬「西五反田」，「五反田」則沒有。因上皇后美智子舊家在此而聞名。

## 概要

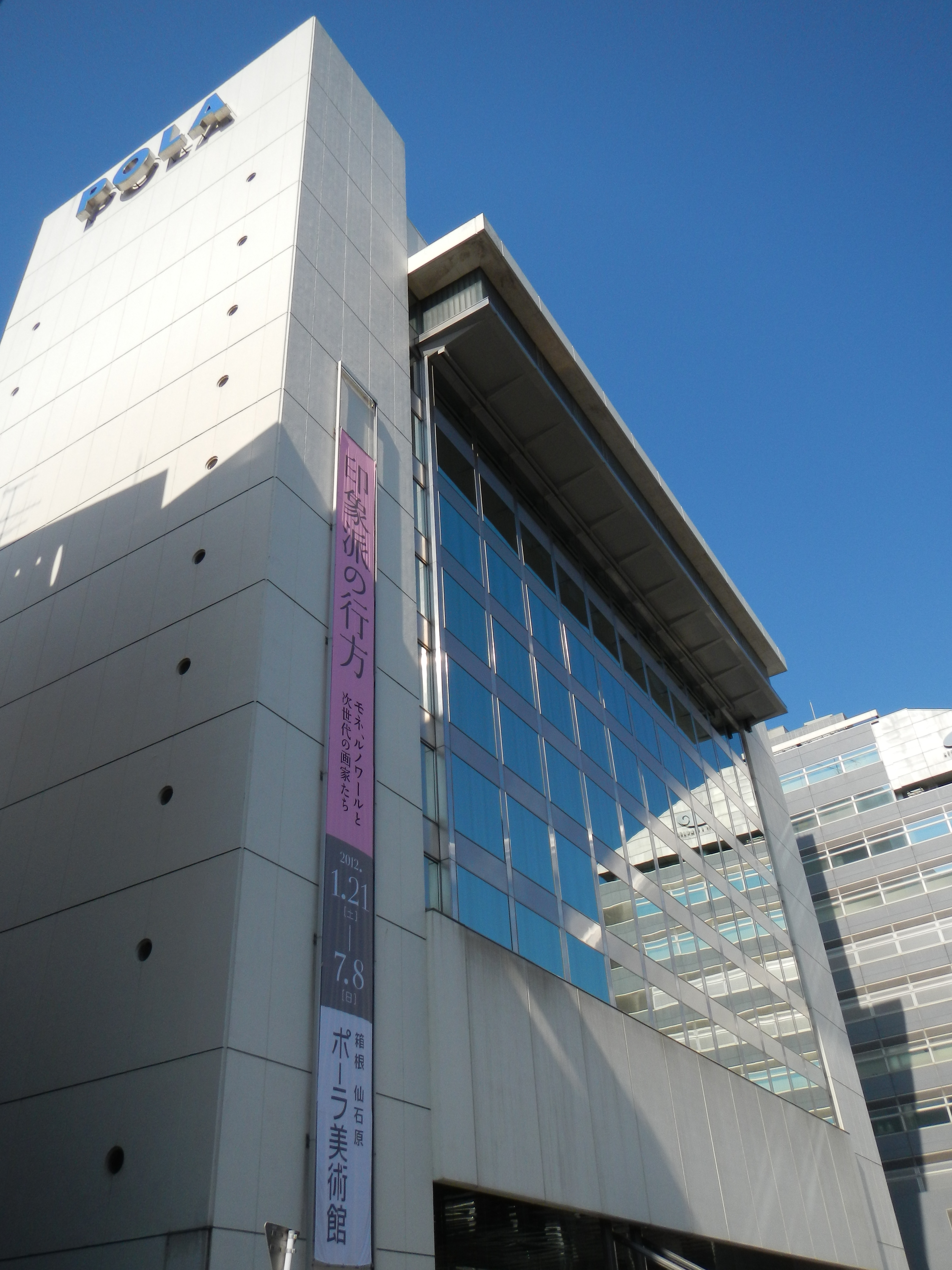
POLA本社

五反田站周邊往西五反田方向為辦公商區、繁華街道，辦公室與餐飲店密集業。POLA、TOC（TOC大樓）、學研控股等許多企業將總部設立於此。過去曾是索尼總部（現為御殿山科技中心）最近的車站，是為人所知的「索尼村玄關口」。（五反田站東口往品川站方向延伸的「八山通」俗稱「索尼通」。）各都市銀行分店入駐車站周邊，加上此地的大崎郵便局（日本郵便支店）、花旗銀行與城南信用金庫（信用金庫中存款金額、貸款金額第二名）總部，形成一大金融街。此外，東五反田二丁目附近在近年成為再開發地區，與大崎周邊組成大崎副都心。
與熱鬧的車站周邊相比，東五反田三丁目、5丁目為中心的住宅區、參議院公邸、外國大使館、大學等形成截然不同的閑静地區，在整個市區中是極為特別的存在。
站前繁華街道與東西口聚集了大量風俗店與情人旅館，是都內最大的風俗街之一。
2008年春季，東急電鐵與JR東日本在五反田站直接連接，複合商業設施陸續開幕，隨著都市再開發（東五反田二丁目計畫、御殿山計畫），超高層公寓大廈與低層辦公大樓等開始規劃整建，數年內改變了車站周邊的風貌。
五反田站西側地域（西五反田）的櫻田通（國道1號）、八山通沿線以辦公商區、繁華街道為主，沿續到遠離車站的TOC大樓周邊的西五反田7丁目、8丁目。首都高速2號目黑線外的桐谷、東急不動前站周邊為住宅區。東西向的目黑川是賞櫻名所，春天多賞花客。
五反田駅東側地域（東五反田）是站前商業區的一角，風俗店等密集的繁華街道（五反田有樂街）。繁華街內側是通稱「島津山」、「池田山」、「御殿山」（住所表記上為「北品川」）的住宅區，是職住近接的區域。

## 地名由來
江戶時代已出現「五たんだ」（Gotanda）的地名。估計名稱來自此處有一區劃為5反（約5000平方公尺）的田圃。五反田原只是大崎村周邊的不知名地名，1911年山手線五反田站開業，星一在此建設大規模的製藥工廠（星製藥）因而聞名。

## 交通
- 鐵路
  - 五反田站－JR山手線、東急池上線、都營地下鐵淺草線
  - 大崎廣小路站[1]－東急池上線
  - 不動前站－東急目黑線
- 道路
  - 國道1號（櫻田通、第二京濱（日语：第二京浜国道））－有「五反田」的道路標識。
  - 東京都道317號環狀六號線（山手通）
    - 大崎廣小路交差點起至新八山橋交差點為止的支線通稱「八山通」。索尼總部從1947年至2007年為止位於此地[2]也稱為「索尼通」。
    - 山手通地下預定建設中央環狀品川線，並在此地設置五反田出入口與排氣塔。但居民因擔心環境惡化而發起反對運動。

## 主要設施

### 東五反田
- 五反田站
- remy gotanda
- atre vie 五反田
- NTT東日本關東醫院（日语：NTT東日本関東病院）
- 池田山公園（日语：池田山公園）
- IMAGICA本社
- 白俄羅斯駐日大使館
- 巴西駐東京總領事館
- 印尼駐日大使館
- 品川區立小中一貫校日野學園（日语：品川区立小中一貫校日野学園）
- 住友不動產高輪Park Tower
- 清泉女子大學（日语：清泉女子大学）
- 索尼御殿山科技中心
- 電波新聞社（日语：電波新聞社）本社
- 東京醫療保健大學（日语：東京医療保健大学）
- 合歡木之庭（日语：ねむの木の庭）（皇后美智子舊家）
- Oval Court大崎
- 東京Southern Garden
- 富士通電子零件（日语：富士通コンポーネント）本社
- 幸福科學總合本部

### 西五反田
- 東急目黑線不動前站
- DNP五反田大樓（2006年10月開幕，地上25層，高118公尺，五反田最大的辦公大樓）
- THK本社
- TOC大樓（日语：TOCビル）
  - TOC（日语：テーオーシー）本社
- 東興飯店（日语：グランビスタ ホテル&リゾート）
- ALLIED TELESIS HOLDINGS（日语：アライドテレシスホールディングス）本社
- MEIJI KENKO HAM（日语：明治ケンコーハム）本社
- 學研控股本社
- 桐谷齋場（日语：桐ヶ谷斎場）
- 城南信用金庫（日语：城南信用金庫）本店
- TAKIGEN製造（日语：タキゲン製造）本社
- 東京日產自動車販售（日语：東京日産自動車販売）本社
- 日本郵便大崎支店、大崎郵便局（日语：大崎郵便局）
- BOOKOFF（日语：ブックオフコーポレーション）西五反田店
- NTT Data Business Systems本社
- Route Inn（日语：ホテルルートイン）五反田
- POLA（日语：ポーラ (企業)）本社
- U-Port（日语：ゆうぽうと）
- IOS五反田站前

## 備註
1. ↑  所在地在品川區大崎4丁目，西五反田8丁目旁。
2. ↑  索尼 『タイムカプセル （页面存档备份，存于）』 2012年6月19日閲覧。

## 關連項目
- 五反田站
- 五反田出入口

## 外部連結
- 品川区 （页面存档备份，存于）